# .25-06 Remington
Набій .25-06 Remington півстоліття залишався кустарним набоєм поки в 1969 році компанія Remington не стандартизувала його. Він створений на базі набою .30-06 Springfield шляхом обтискання дульця гільзи до .257 калібру без будь-яких інших змін. Номінальний діаметр кулі 0.257, а вага кулі коливається від 4,9 до 7,8 г.

## Історія
В 1912 році Чарльз Ньютон обтиснув дульце гільзи набою .30-06 Springfield для заряджання 117-гранової кулі від набою .25-35 Winchester. Рання модифікація Ньютона призвела до появи вкороченої гільзи (від 63 до 49 мм) яку він використав в набої .250-3000 Savage в 1915 році. Франкфордський арсенал розробив експериментальний набій .25-06 під час Першої світової війни, а продаж надлишкового військового обладнання після війни підштовхнули незалежних зброярів до експериментів з цим набоєм.  А. О. Ніднер з Деваджака, штат Мічиган представив гвинтівки під набій .25 Niedner в 1920 році. Niedner Arms Corporation залишила кут плеча 17° 30′ набою .30-06 при використанні кулі .25 калібру, нарізка стволу при цьому становила один оберт на 300 мм. Схожі набої позначали як .25 Hi-Power, .25 Whelen (аналогічно до .35 Whelen) або .25-100-3000 (тут зазначено можливість досягти швидкості 300 футів за секунду при вазі кулі 100 гран, на відміну від 87-гранної кулі набою .250-3000 Savage). Більший об'єм гільзи забезпечував мінімальну перевагу по швидкості над набоєм .250-3000 Savage спорядженим сучасним бездимним порохом.  Доступність порохів DuPont Improved Military Rifle (IMR) призвела до появи в 1934 році набою .257 Roberts де було використано 57 мм гільзу Маузера. Випуск пороху IMR 4350 в 1940 році та доступність надлишкового пороху 4831 від снарядів гармати Oerlikon 20 мм після Другої світової сильно покращили продуктивність повнорозмірної гільзи .25-06.

## Продуктивність
Заряд набою здатен розігнати кулю вагою 7,6 г до швидкості 980 м/с енергія при цьому становить 3400 Дж. Доступні також кулі вагою менше 75 гранів, але вони були розроблені для менших набоїв .25-20 Winchester та .25-35 Winchester і мають занадто легку конструкцію для високих швидкостей набою .25-06.
Набій, через використання легшої кулі, має менший відбій в порівнянні з набоєм .30-06 при однаковій вазі гвинтівки. Стрільці, чутливі до відбою, знайдуть відбій .25-06 терпимим, але недостатньо приємним для стрільби протягом усього дня. Цей набій менш потужний за набій .257 Weatherby Magnum, зазвичай при заданій вазі кулі швидкість менше на 61-91 м/с.

## Використання

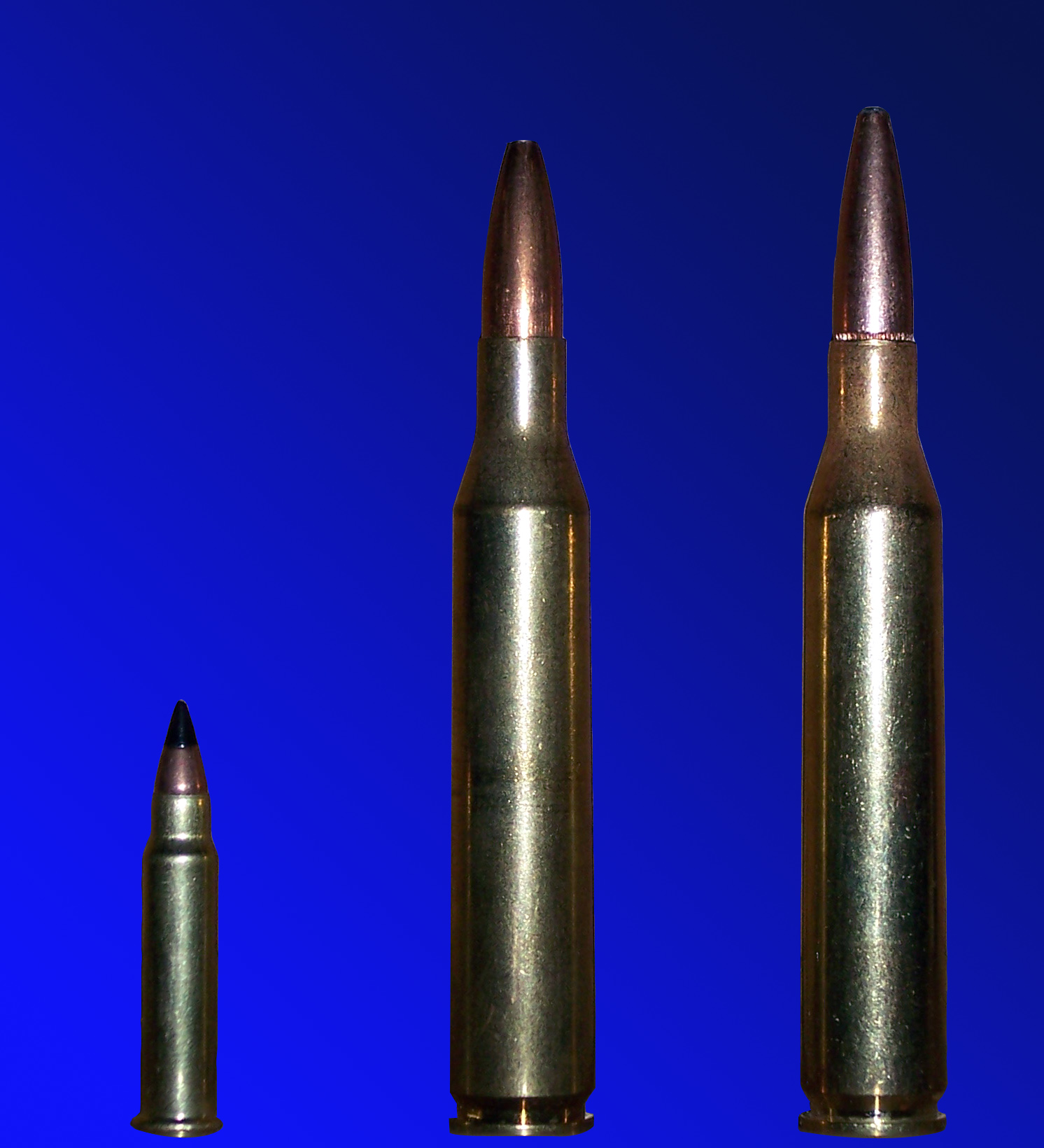
Ліворуч: .17 HMR, в центрі та праворуч: .25-06 Remington

Кулі .25 калібру зазвичай мают високі балістичні коефіцієнти. Такі характеристики, при використанні гільзи набою .30-06 з великим об'ємом, дозволяють отримати велику дулову швидкість без сильного відбою. Поєднання високих балістичних коефіцієнтів з високою дуловою швидкість дає кулі .25-06 дуже пласку траєкторію, а також зберігає кінетичну енергію на низькому рівні.
Набій .25-06 загалом призначений для полювання на дичину середнього розміру, наприклад оленів та антилоп через поєднання значної кінетичної енергії та середнього відбою. До того ж пласка траєкторія робить його популярним у степових та рівнинних територіях, де на відкритій місцевості є потреба робити постріли на далекі відстані, оскільки ця пологість дає змогу мінімізувати помилки мисливця у визначенні відстані. Проте типи куль та їхня вага дозволяють використовувати набій .25-06 як проти невеликих тварин таких як лучна собачка та койот до важких оленів. Діапазон куль коливається від легких куль вагою 75-гран з дуловою швидкістю 1130 м/с до важких куль вагою 120-гран з дуловою швидкістю 915 м/с.
Більшість виробників гвинтівок з ковзним затвором або однозарядних випускають свою зброю під набій .25-06, а виробники боєприпасів, такі як Remington, Winchester, Federal Cartridge тощо, випускають ці набої з заводськими зарядами.